# 인천경연중학교
인천경연중학교는 대한민국 인천광역시 서구 청라동에 있는 공립 중학교이다.

## 학교 연혁
- 2018년 1월 2일 : 인천경연초중학교 설립 승인
- 2020년 2월 23일 : 인천경연초중학교 준공
- 2020년 3월 1일 : 인천경연초중학교 개교
- 2020년 3월 1일 : 제1대 이현주 교장 취임
- 2020년 3월 2일 : 중학교 입학생 수 1학년(146명), 2학년(32명)
- 2021년 2월 5일 : 중학교 1, 2학년 178명 종업
- 2021년 3월 1일 : 2021-2023 교육부 요청 인천광역시교육청지정 교육과정정책 연구학교 『미래형 SELF 교육과정 모델 구안·적용을 통한 행복한 학교 만들기』
- 2021년 11월 24일 : 민·관·학 거버넌스 교육형 에코 스마트팜(온실) 개관
- 2022년 1월 7일 : 제1회 졸업식(36명)
- 2024년 1월 5일 : 제3회 졸업식(96명)
- 2024년 3월 4일 : 신입생 입학(238명)
- 2024년 9월 1일 : 제3대 유상범 교장 취임

## 참고 자료
- 인천경연중학교 - 한국교육학술정보원 학교알리미